# Parachokes
Parachokes es una banda de rock, cofundada a mediados de 1988, por David Zapata (cantante y compositor) y Carlos Pérez (batería), en la ciudad de Sevilla (España).

## Historia
Grupo pionero en España, en grabar en 1990, su primer disco de larga duración (LP) con una multinacional (PolyGram), con una media de edad inferior a los 15 años.
A finales de 1988 se unirían a la banda Ramón Arias (guitarra y compositor) y Hugo Zapata (Bajo). En 1989 grabarían su primera maqueta, con el fin de actuar en facultades y universidades.
El nombre de "PARACHOKES", procede de la traducción al castellano del apellido Fender (parachoques, cortafuegos), prestigiosa firma americana de instrumentos musicales.
En enero de 1990, graban su primer álbum, con el nombre de "Parachokes", bajo la producción de Juanjo Pizarro, prestigioso músico sevillano, por sus importantes aportaciones a bandas como Dogo y los Mercenarios, Pata Negra, Reincidentes y Def con Dos. La grabación, que se realizó en Sevilla, en los Estudios Bola, bajo la supervisión de Ricardo Pachón, descubridor entre otros de Camarón de la Isla. La mezcla y masterización fue a cargo de David Young, quién también trabajó para artistas de nivel como David Bowie, Lou Reed y los Rolling Stones, bajo el sello Mercury de PolyGram.
Debutaron en Sevilla, un 28 de mayo de 1990 junto al famoso grupo La Frontera.
En 1992 grabarían su segundo trabajo "Provocar", bajo la producción de Paco Trinidad (Productor de Luz Casal, Los Ronaldos, Duncan Dhu) entre otros, bajo el sello EMI-Hispavox.
En 1994, aparcan el proyecto por motivos personales.
En 2018, reaparece la banda en el panorama musical en un 75% con un nuevo sencillo "Maldito dinero" producido por Paco Trinidad y videoclip .

## Giras
En 1990 giraron por toda España con más de 30 conciertos en directo. La canción "Qué coraje da" [cita requerida]los colocó en los primeros puestos.
En 1992 Provocar Tour. Giraron por toda España con más de 60 conciertos, y 5 con la banda australiana Crowded House.
La canción "De todo un poco"  los colocó en los primeros puestos.
En sus discos, siempre han incluido versiones del legendario grupo de rock sevillano de los 70, Los Smash.
En 2018 se organiza la gira "Maldito Dinero Tour" que los llevará por salas de toda España y en 2019 por Argentina.

## Componentes 1990-1994
- David Zapata
- Ramón Arias
- Carlos Pérez
- Hugo Zapata

## Componentes 2018
- David Zapata
- Ramón Arias
- Carlos Pérez

## Discografía
- 1990. Parachokes (Polygram-Mercury)
- 1992. Provocar (EMI-Hispavox)
- 2012. El Verano Terminó (EP) (Parachokes Records-Autoproducción)
- 2018. Maldito Dinero (Singel) (Parachokes Records-Producido por Paco Trinidad)